# Ovaro

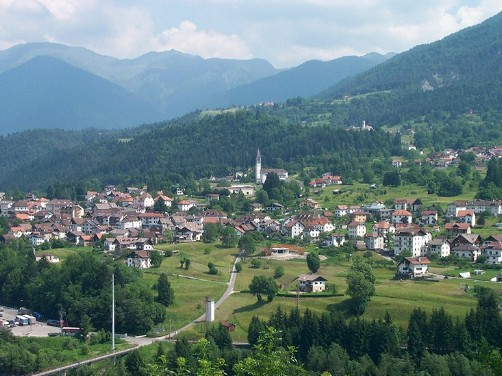
Ovaro

Ovaro (im furlanischen Dialekt: Davâr) ist eine nordostitalienische Gemeinde (comune) mit 1727 Einwohnern (Stand 31. Dezember 2023) in der Region Friaul-Julisch Venetien. Die Gemeinde liegt etwa 60 Kilometer nordnordwestlich von Udine am Fluss Degano in einem Bergtal des Monte Zoncolan und gehört zur Comunità Montana della Carnia.

## Verkehr
Durch die Gemeinde führt die frühere Strada Statale 355 di Val Degano (heute eine Regionalstraße) von Villa Santina nach Santo Stefano di Cadore.

## Söhne und Töchter
- Lucio Soravito De Franceschi (1939–2019), römisch-katholischer Bischof von Adria-Rovigo